# 艾尔文恩
艾尔文恩（瑞典語：Älvängen，前称Elfängen），是瑞典西约塔兰省阿勒市镇内的一个聚居地，截止2010年总人口为4196人。艾尔文恩坐落于哥德堡北部约30 km（19 mi）处，城中有艾尔文恩教堂及4 km（2.5 mi）外的斯塔卡尔教堂。